# Royoporus spathulatus
Royoporus spathulatus är en svampart som först beskrevs av Franz Wilhelm Junghuhn, och fick sitt nu gällande namn av A.B. De 1996. Royoporus spathulatus ingår i släktet Royoporus och familjen Polyporaceae.   Inga underarter finns listade i Catalogue of Life.